# Llista d'ocells de Nauru
Aquesta llista d'ocells de Nauru inclou totes les espècies d'ocells trobats a Nauru: 27, de les quals només una és endèmica.
Els ocells s'ordenen per ordre i família.

## Procellariiformes

### Procellariidae
- Puffinus lherminieri

## Pelecaniformes

### Phaethontidae
- Phaethon rubricauda
- Phaethon lepturus

### Sulidae
- Sula leucogaster

### Fregatidae
- Fregata minor

## Ciconiiformes

### Ardeidae
- Egretta sacra

## Charadriiformes

### Charadriidae
- Pluvialis fulva
- Pluvialis squatarola
- Charadrius mongolus
- Charadrius leschenaultii

### Scolopacidae
- Limosa lapponica
- Numenius phaeopus
- Numenius tahitiensis
- Heterosceles brevipes
- Heterosceles incanus
- Arenaria interpres
- Calidris acuminata

### Sternidae
- Sterna sumatrana
- Sterna fuscata
- Anous minutus
- Anous stolidus
- Gygis alba

## Columbiformes

### Columbidae
- Ducula oceanica

## Cuculiformes

### Cuculidae
- Eudynamys taitensis

## Coraciiformes

### Alcedinidae
- Todirhamphus chloris
- Todirhamphus sanctus

## Passeriformes

### Sylviidae
- Acrocephalus rehsei[1]